# Bibliothek und Informationszentrum der Präfektur Nara

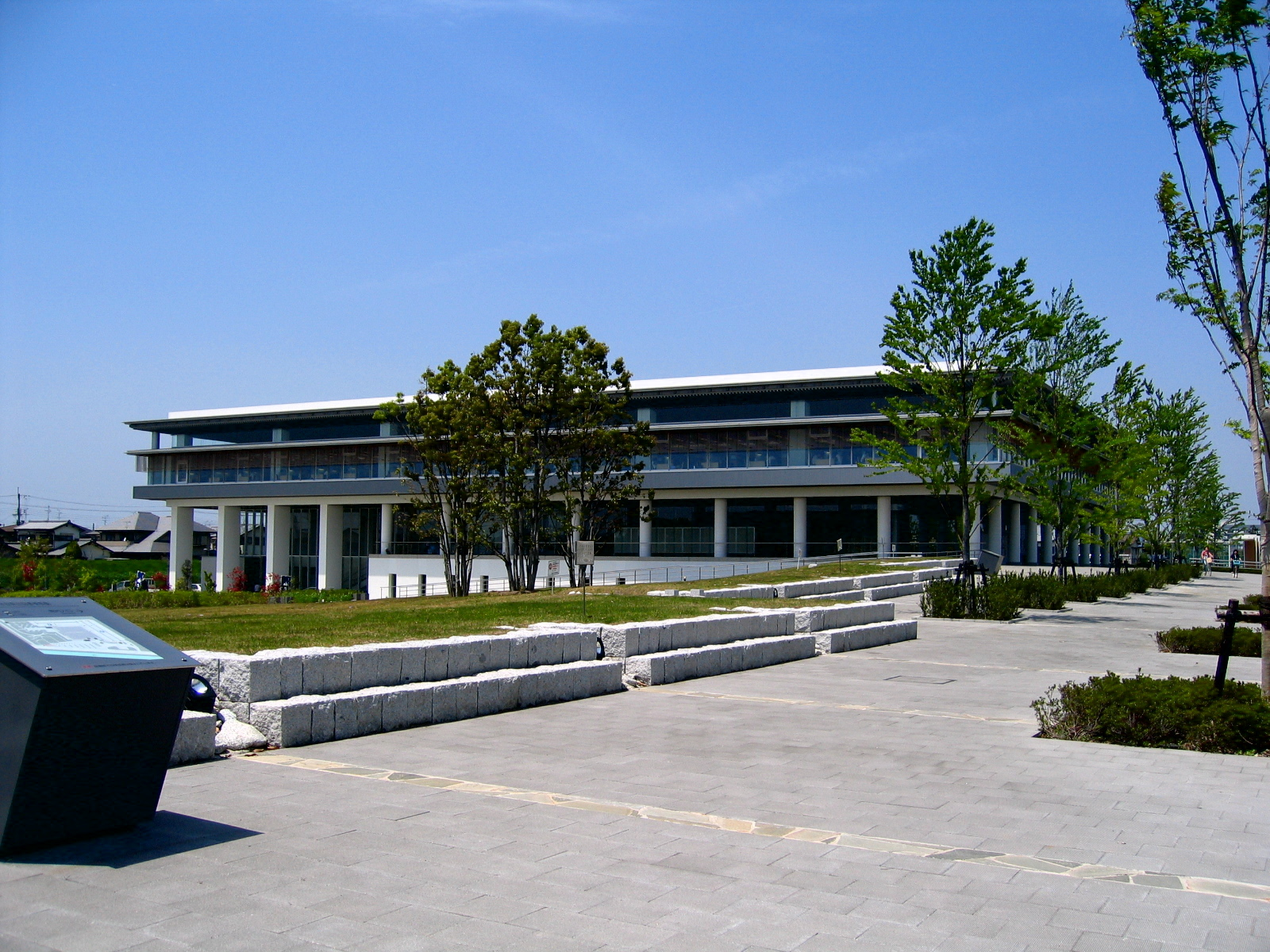
Bibliothek und Informationszentrum der Präfektur Nara

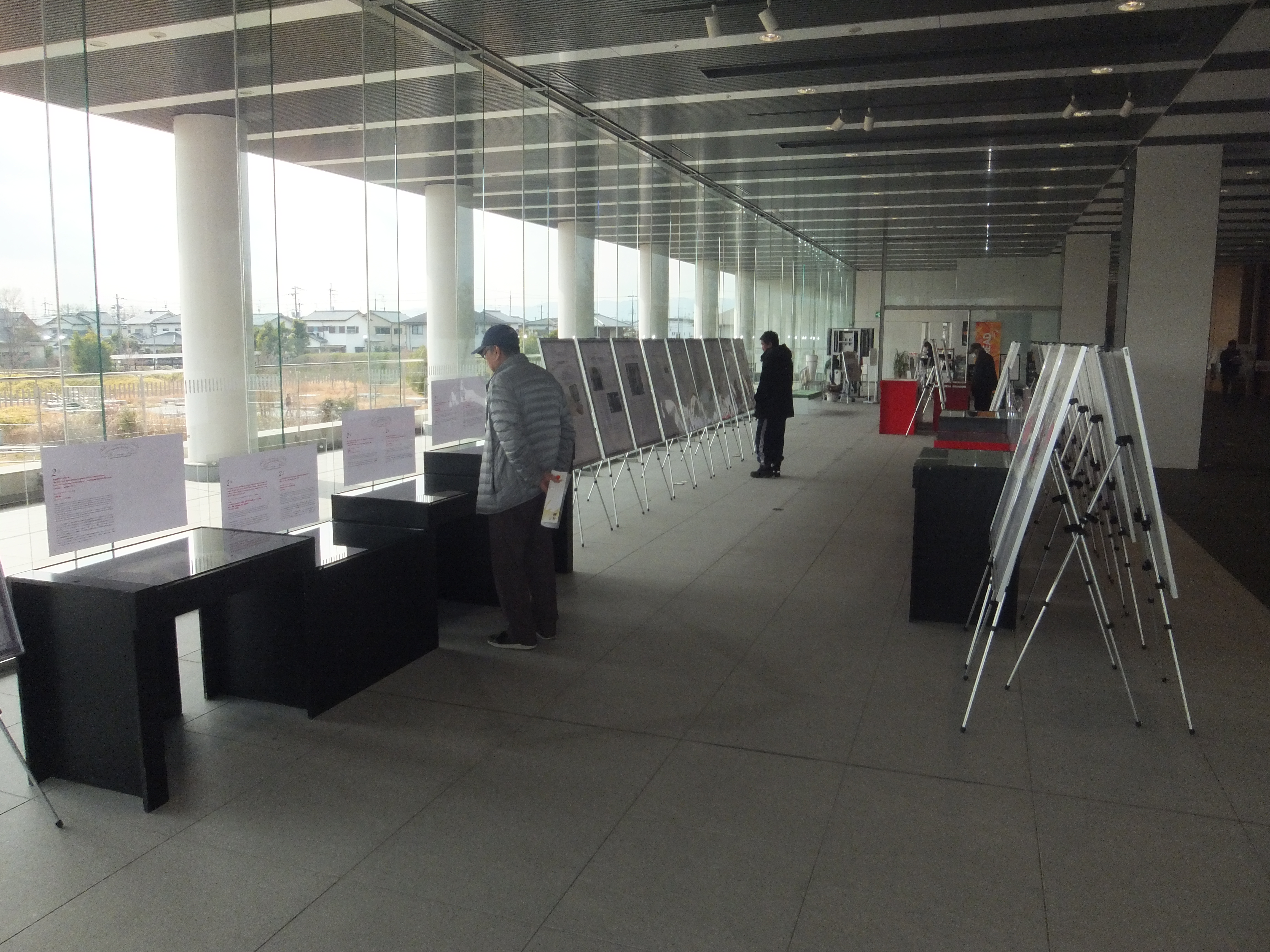
Ausstellungsfläche im Erdgeschoss

Das Bibliothek und Informationszentrum der Präfektur Nara (jap. 奈良県立図書情報館, Nara Kenritsu Tosho Jōhōkan) ist eine im November 2005 eröffnete Informationsinstitution im japanischen Nara. Sie erhielt 2009 eine Auszeichnung als Bibliothek des Jahres.
Das dreistöckige Gebäude enthält neben Ausstellungsflächen, offenen und geschlossenen Magazinen, Multimediaräume mit audiovisuellen Boxen, Kopier- und Ausdruckeinrichtungen, mit Computern ausgestattete Seminarräume, Räumlichkeiten zur Digitalisierung, ein Sprachlabor, Konferenzraum sowie einen Raum zur Brailleschrift- und Audioausgabe.
Die offenen Magazine umfassen 150.000 Bücher sowie ca. 1.500 Zeitschriften. Überdies stehen umfangreiche digitalisierte Sammlungen zur Verfügung, darunter die „Gordon W. Prange Collection“ mit umfangreichen Materialien aus der Besatzungszeit von 1945 bis 1952.

## Geschichte
Die Bibliothek wurde 1908 im Nara-Park an einer Stelle südlich der heutigen Präfekturbehörde errichtet und im folgenden Jahr eröffnet. Zur Erinnerung an den Sieg Japans im Russisch-Japanischen Krieg (1904/05) erhielt sie den Namen „Siegesgedächtnisbibliothek der Präfektur Nara“ (奈良県立戦捷紀念図書館, Nara kenritsu senshō kinen toshokan). Die Holzfachwerkarchitektur, ein Entwurf des Präfektur-Ingenieurs Hashimoto Uhē (橋本 卯兵衛), zeigt neben westlichen Elementen wie der Fensterfront auch charakteristische japanische Elemente wie ein Fußwalmdach (入母屋造, irimoya-zukuri) und einen Regenpfeifer-Giebel (千鳥破風, chidori hafu).
1923 wurde der ursprüngliche Name in „Präfekturbibliothek Nara“ (奈良県立図書館, Nara Kenritsu Toshokan) umgewandelt. 1968 setzte man in neuen Gebäuden den Betrieb fort. Der vormalige Holzbau wurde in den Bereich der Burg Kōriyama (Yamatokōriyama) umgesetzt. Er ist heute als Präfektur-Kulturgut geschützt.
Mit der Umstrukturierung und Erweiterung des Aufgabenfeldes im Jahre 2005 stellte eine weitere Präfekturbibliothek in Kashihara (奈良県立橿原図書館, Nara Kenritsu-Kashihara-Toshokan) ihren Betrieb ein.